# Osek
Osek (deutsch Ossegg) ist eine Stadt im Okres Teplice in Tschechien.

## Geographie
Die Stadt liegt in Nordböhmen am Südhang des Erzgebirges. Das Gemeindegebiet erstreckt sich nach Norden bis zum Betteleck an der deutschen Grenze.

### Gemeindegliederung
Die Stadt Osek besteht aus den Ortsteilen Dlouhá Louka (Langewiese), Hrad Osek (Riesenberg) und Osek (Ossegg). Grundsiedlungseinheiten sind Dlouhá Louka, Dubina, Hrad Osek, Hrdlovka-Nový Dvůr (Neudorf), Klášterní, Mackov (Motzdorf), Nová Ves (Willersdorf), Osek-střed, Pod Stropníkem, Sídliště Hrdlovská, Špičák-Stropník und Tyršova.
Das Gemeindegebiet gliedert sich in die Katastralbezirke Dlouhá Louka, Hrad Osek, Hrdlovka-Nový Dvůr, Mackov, Nová Ves u Oseka und Osek u Duchcova.

### Nachbarorte
| Český Jiřetín (Georgendorf)         | Rechenberg-Bienenmühle                      | Moldava (Moldau)               |
| Lom (Bruch)                         | Kompassrose, die auf Nachbargemeinden zeigt | Hrob (Klostergrab), Háj (Haan) |
| Mariánské Radčice (Maria Ratschitz) | Bílina (Bilin)                              | Duchcov (Dux)                  |

## Geschichte

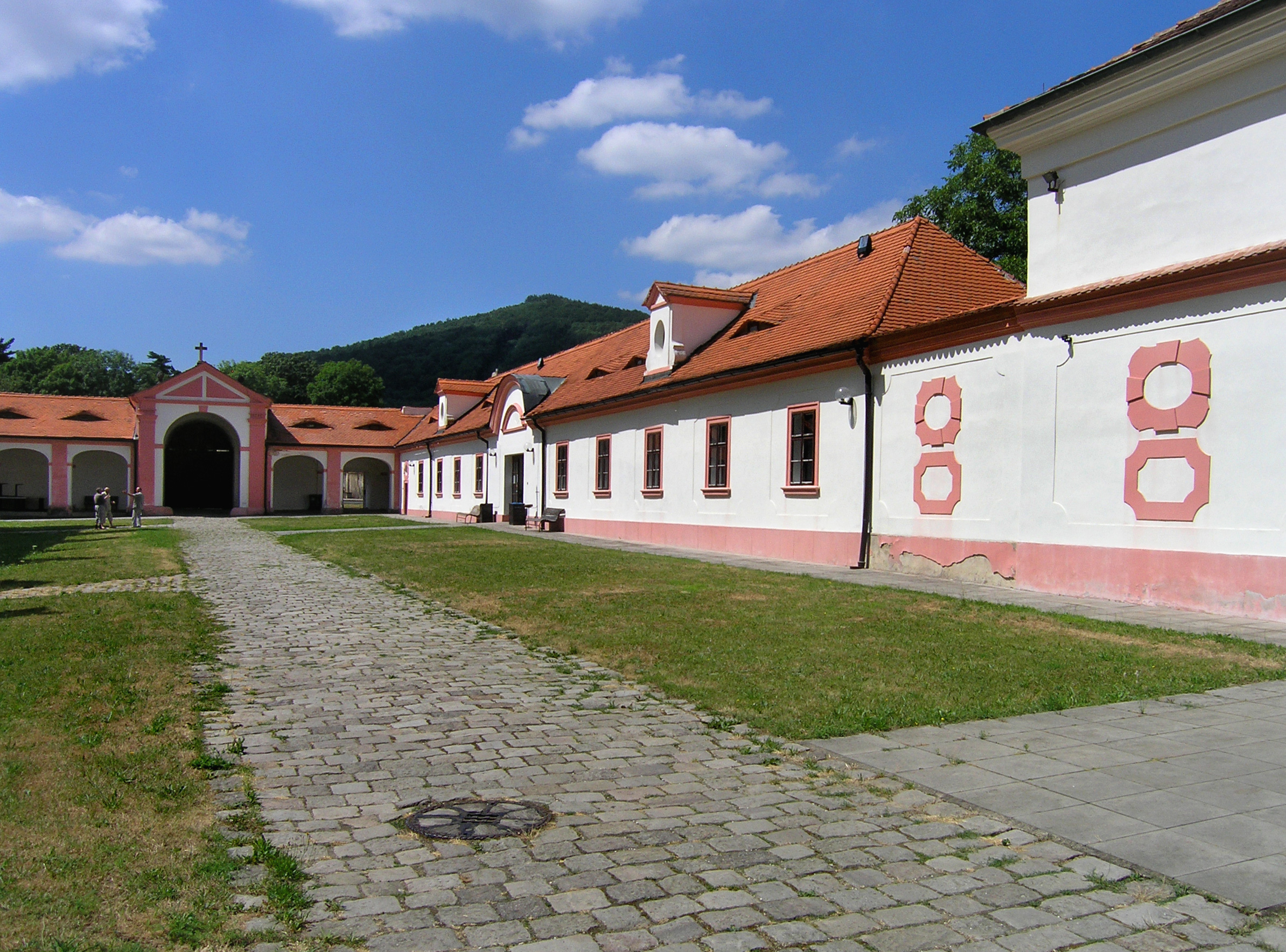
Kloster Ossegg

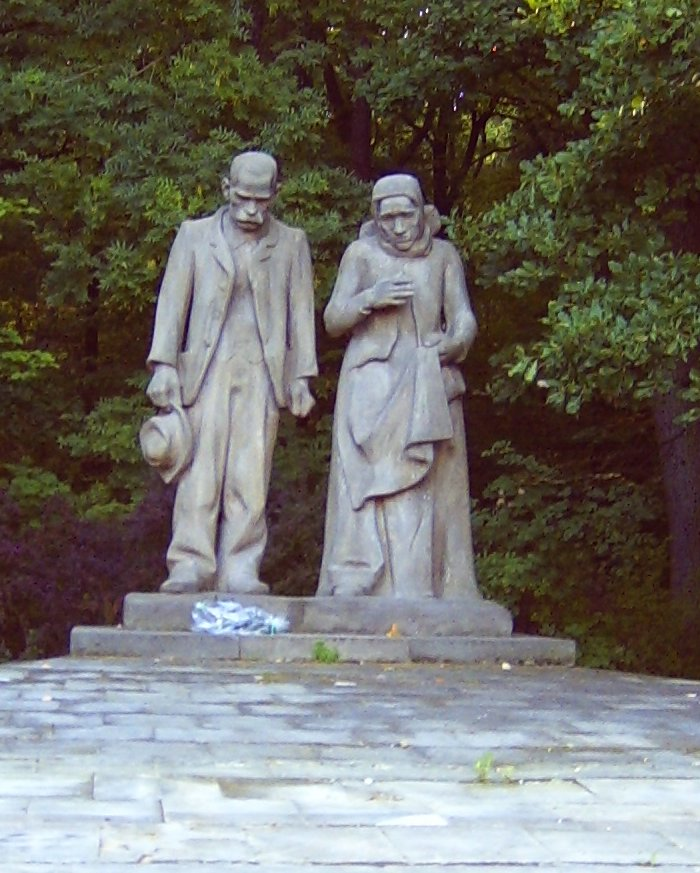
Denkmal für die Toten des Grubenunglücks von 1934

Die Stadt ist vor allem durch das Zisterzienser-Kloster Ossegg bekannt, dessen Gründung auf das Jahr 1192 zurückgeht, und die Klosterkirche Mariä Himmelfahrt bekannt. Das Zentrum der heutigen Stadt entstand auf dem Gebiet der historischen Altstadt. Die eigentliche Siedlung aus dem 12. Jahrhundert stand am Fuß des Erzgebirges, an einem alten Handelsweg, einem Böhmischen Steig von Böhmen über Bílina (Bilin) nach Sachsen, heute Alte Salzstraße genannt. Nordwestlich des Klosters steht die Ruine der früheren Schutzburg Risemburg.
Das damalige Dorf Ossegg wurde 1872 zum Markt erhoben. 1914 erlangte Ossegg die Stadtrechte.
Mit dem Zerfall der Habsburgermonarchie am Ende des Ersten Weltkriegs und Gründung der Tschechoslowakei wurde Ossegg 1918 Teil dieser. Infolge des Münchner Abkommens gehörte Ossegg von 1938 bis 1945 zum Landkreis Dux, Regierungsbezirk Aussig, im Reichsgau Sudetenland. Nach Ende des Zweiten Weltkriegs wurde die deutschsprachige Bevölkerung größtenteils enteignet und vertrieben.

## Sehenswürdigkeiten
Siehe auch: Liste der denkmalgeschützten Objekte in Osek
- Die barocke Stadtpfarrkirche St. Peter und Paul wurde 1714 durch Octavio Broggio errichtet. Daneben befindet sich das Grabmal des Prinzen Joseph Xavier Karl Raphael Philipp Benno von Sachsen bzw. von der Lausitz von Franz Pettrich.
- Ein Denkmal an der Straße nach Loučná und auf dem Friedhof erinnert an das Grubenunglück vom 3. Januar 1934, bei dem 142 Bergleute bei einer Kohlenstaubexplosion auf der Grube Nelson III umkamen.
- Im Ort erinnern zahlreiche Bildstöcke und Heiligenstatuen an die religiöse Geschichte.
- Im Ortsteil Hrad Osek (Riesenberg) befindet sich die Ruine der Burg Rýzmburk, deren Gründung auf den König Ottokar II. Přemysl zurückgehen soll.

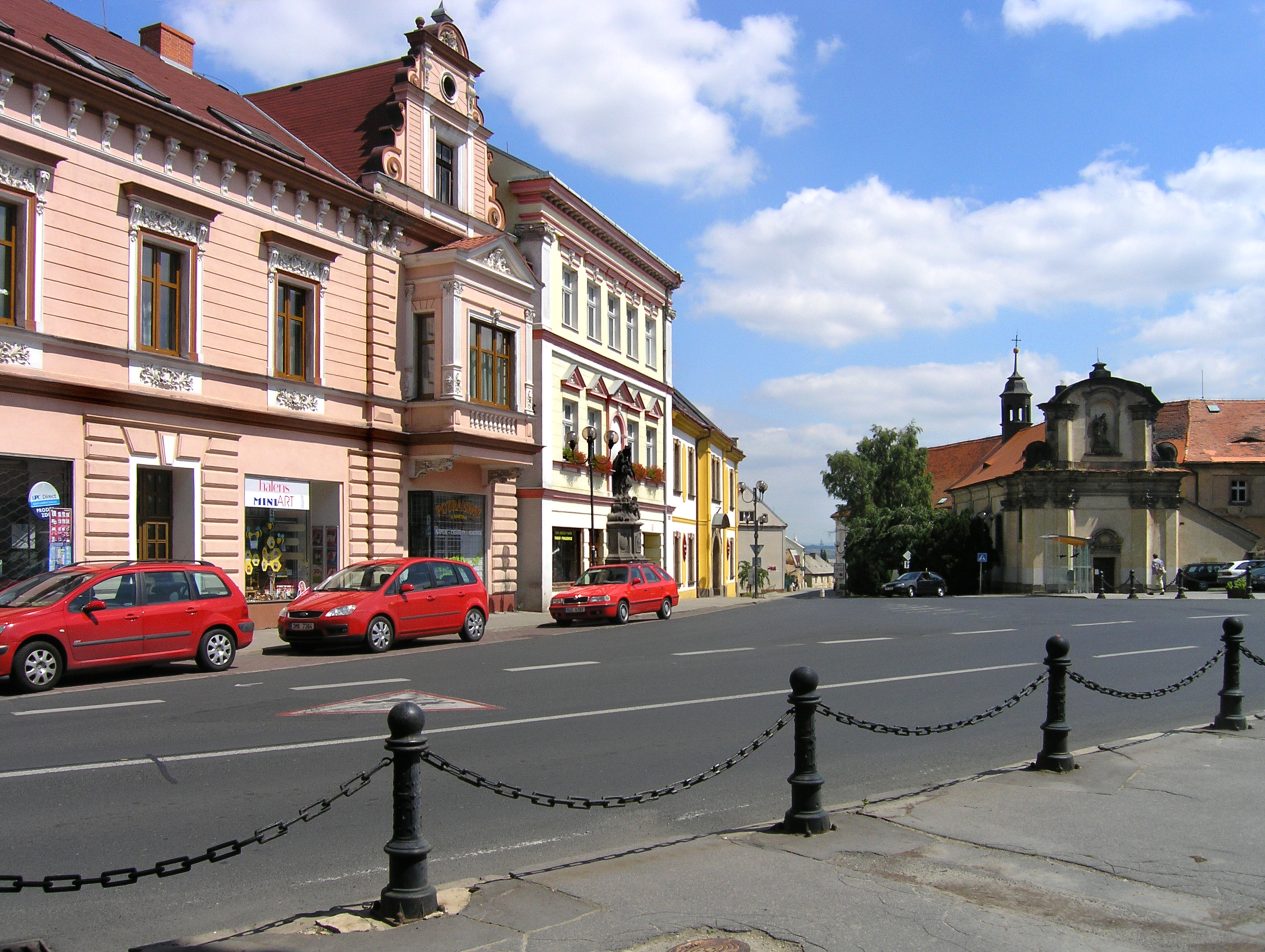
Klášterníplatz

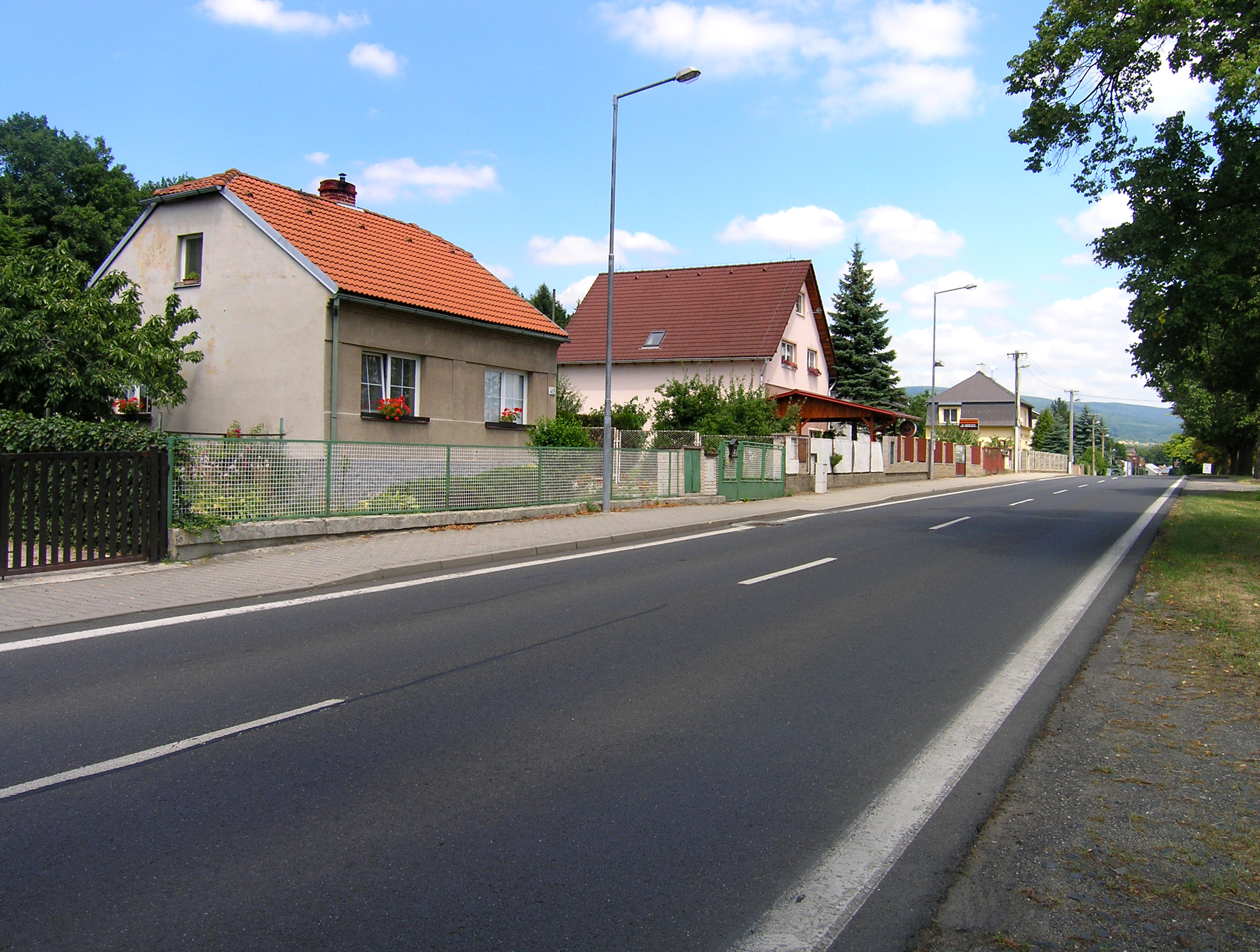
Tyršstraße

## Stadtwappen
Das grüne, untere Feld des Wappens symbolisiert die Weiden der Umgebung und das silberne Feld steht für den ehemaligen Silber- und Zinnabbau. Im oberen Streifen erinnert das linke Feld mit dem Abtsstab an das bedeutende Kloster, das rechte Feld zeigt das Stammeswappen derer von Hrabischitz, Ossegg von Riesenburg und Kostka von Postupitz, einen aufrechten Rechen mit sieben Zinken. Das tschechische Wort „hrábě“ bedeutet Rechen und gab den Namen dieses Uradelsgeschlecht in Böhmen als die „Träger des Wappens mit dem Rechen“. Die mittleren Felder mit einer Eiche und den Schlägel und Eisen verweisen auf den Waldreichtum bzw. Bergbau in der Umgebung des Ortes.

## Einwohnerentwicklung
| Jahr | Einwohner | Anmerkungen                                  |
| ---- | --------- | -------------------------------------------- |
| 1830 | 0800      | in 116 Häusern                               |
| 1857 | 2957      | am 31. Oktober                               |
| 1871 | 1150      | in 129 Häusern                               |
| 1900 | 4083      | (als Gemeinde 8810) meist deutsche Einwohner |
| 1930 | 8421      | [ 12 ]                                       |
| 1939 | 7699      | [ 12 ]                                       |

| Jahr      | 1970  | 1980  | 1991  | 2001  | 2003  |
| --------- | ----- | ----- | ----- | ----- | ----- |
| Einwohner | 3 728 | 5 663 | 5 194 | 5 030 | 4 975 |

## Söhne und Töchter der Stadt
- Julius Thiele (1851–1910), Bohrunternehmer[14]
- Ernest Klee (1888–1973), sudetendeutscher Dramatiker und Lyriker
- Karl Lieffen (1926–1999), Schauspieler
- Heinrich Douffet (1934–2017), Geologe und Denkmalpfleger
- Kurt Franz (* 1941), Literaturwissenschaftler
- Wolfgang Sandner (* 1942), Professor für Musiktheaterkritik